# Microthelys intagana
Microthelys intagana là một loài thực vật có hoa trong họ Lan. Loài này được (Dodson & Dressler) Szlach. mô tả khoa học đầu tiên năm 1996.